# Sports Automobile Manufacturing Company
Sports Automobile Manufacturing Company war ein US-amerikanischer Hersteller von Automobilen.

## Unternehmensgeschichte
Das Unternehmen wurde 1968 in Mannford in Oklahoma gegründet. Daran beteiligt waren William Lear, Bill Landers und Howard Williams. Elfman Motors aus Philadelphia wurde übernommen, die ihrerseits vorher die Reste der Cord Automobile Company erworben hatte. Die Produktion von Automobilen begann. Der Markenname lautete Samco. 1970 endete die Produktion. Insgesamt entstanden etwa 400 Fahrzeuge.

## Fahrzeuge
Eine Quelle gibt an, dass zunächst noch 13 Fahrzeuge des bisherigen Modells Sportsman hergestellt wurden.
Im Angebot standen die Nachbildungen von Modellen von Cord aus den 1930er Jahren. Die Fahrzeuge waren gegenüber dem Original verkleinert. Technisch wichen sie erheblich ab, denn sie hatten Frontmotor und Hinterradantrieb anstelle des Frontantriebs. Die vorderen Scheinwerfer waren zwar in den Kotflügeln montiert, aber nicht hinter Klappen versteckt.
Das Modell Warrior basierte wahlweise auf dem Fahrgestell eines Ford Econoline oder einem Rohrrahmen mit 2741 mm Radstand. Ein V8-Motor von Ford mit 5000 cm³ Hubraum trieb die Fahrzeuge an. Es war ein offener Zweisitzer.
Der Royale hatte 2868 mm Radstand und einen V8-Motor von Chrysler mit 7200 cm³ Hubraum. Das Cabriolet bot Platz für vier Personen.
Eines der 400 gefertigten Fahrzeuge trägt ein deutsches Kennzeichen aus Kiel.